# Bruno Alexander
Bruno Alexander (* 12. November 1999 in Hamburg; bürgerlich Bruno Elbern) ist ein deutscher Schauspieler und Reality-TV-Regisseur.

## Leben
Bruno Alexander wuchs mit zwei älteren Geschwistern in Hamburg auf.
2012 und 2013 spielte er die Rolle des Max Paulsen in der neunten und zehnten Staffel (Folgen 105 bis 131) der Kinder- und Jugendserie Die Pfefferkörner auf NDR, KiKA und Das Erste. Er spielte dort einen pubertierenden, querdenkenden Störenfried, dessen Eltern bei einem Autounfall ums Leben gekommen sind und der in Kriminalfällen unterschiedlicher Art ermittelt. 2018 spielte er im Spielfilm Am Ende ist man tot von Daniel Lommatzsch die Rolle eines Jungen in einem Traum.
In der 2021 erschienenen Serie Die Discounter ist Bruno Alexander gemeinsam mit den Zwillingsbrüdern Oskar und Emil Belton für Regie und Drehbuch verantwortlich. In der Serie spielt er den Angestellten Titus.

## Filmografie (Auswahl)

### Fernsehen
- 2012–2013: Die Pfefferkörner
- 2015: Tatort: Borowski und die Kinder von Gaarden
- 2015: Notruf Hafenkante – Scheißtag
- 2015: Der verlorene Bruder
- 2015: Eltern allein zu Haus – Die Winters
- 2016: Die Kanzlei – Ruhe vor dem Sturm
- 2017: In aller Freundschaft – Die jungen Ärzte: Verborgene Wahrheiten
- 2017: Nord Nord Mord – Clüver und der König von Sylt
- 2017: Bad Cop – kriminell gut: Paradiesvögel
- 2017: Club der roten Bänder – Wert des Lebens
- 2018: SOKO Wismar – Aus Liebe
- 2018: Polizeiruf 110: Starke Schultern
- 2018: Morden im Norden – Tödliche Mitschuld
- 2018: Notruf Hafenkante – Vergebung
- 2018: Am Ende ist man tot
- 2017–2020: Intimate (Webserie)
- 2019: Eden (Fernsehserie)
- 2019: Kommissarin Lucas – Tote Erde
- 2020: Das Mädchen am Strand
- 2020: Selina Rolle: Nico
- 2021: Tatort: Neugeboren
- seit 2021: Wir Kinder vom Bahnhof Zoo (Fernsehserie)
- 2021: Der Rebell – Von Leimen nach Wimbledon
- seit 2021: Die Discounter (Fernsehserie)
- 2023: jerks. (Fernsehserie, Staffel 5, 3. Folge)
- seit 2023: Intimate (Fernsehserie)
- seit 2024: Player of Ibiza (Fernsehserie)

### Musikvideos
- 2016: Sohn in Feine Sahne Fischfilet – Warten auf das Meer[5]

### Kino
- 2024: Alter weißer Mann